# Pachyurus bonariensis
Pachyurus bonariensis és una espècie de peix de la família dels esciènids i de l'ordre dels perciformes.

## Morfologia
- Els mascles poden assolir 22,6 cm de longitud total.[4][5]

## Hàbitat
És un peix d'aigua dolça, de clima subtropical i bentopelàgic.

## Distribució geogràfica
Es troba a Sud-amèrica: conques dels rius Uruguai, Paraguai i trams inferiors del Paranà.

## Observacions
És inofensiu per als humans.